# Cyperus thunbergii
Cyperus thunbergii är en halvgräsart som beskrevs av Vahl. Cyperus thunbergii ingår i släktet papyrusar, och familjen halvgräs. Inga underarter finns listade i Catalogue of Life.